# Bistum Viana (Angola)
Das Bistum Viana (lat.: Dioecesis Viananensis) ist eine in Angola gelegene römisch-katholische Diözese mit Sitz in Viana. Es umfasst die Gemeinden: Palanca, Buon Gesù, Calumbo, Catete, Barra di Kuanza, Cabo Ledo, Mumbondo, Kilamba Kiaxi, Demba Chio, Muxima und Massangano.

## Geschichte
Papst Benedikt XVI. gründete es am 6. Juni 2007 aus Gebietsabtretungen des Erzbistums Luanda, dem es auch als Suffragandiözese unterstellt wurde. Erster Ortsordinarius wurde Joaquim Ferreira Lopes OFMCap.

## Bischöfe
- Joaquim Ferreira Lopes OFMCap (2007–2019)
- Emílio Sumbelelo (seit 2019)